# Массімо Мауро
Массімо Мауро (італ. Massimo Mauro, * 24 травня 1962, Катандзаро) — колишній італійський футболіст, півзахисник. По завершенні ігрової кар'єри — спортивний функціонер, політик і спортивний журналіст. Наприкінці 1990-х перебував на посаді президента футбольного клубу «Дженоа».
Як гравець насамперед відомий виступами за клуби «Ювентус» та «Наполі», а також молодіжну збірну Італії.
Дворазовий чемпіон Італії. Володар Суперкубка Італії з футболу. Володар Міжконтинентального кубка.

## Клубна кар'єра
Вихованець футбольної школи клубу «Катандзаро». Дорослу футбольну кар'єру розпочав 1979 року в основній команді того ж клубу, в якій провів три сезони, взявши участь у 58 матчах чемпіонату.
Протягом 1982—1985 років захищав кольори команди клубу «Удінезе».
Своєю грою за останню команду привернув увагу представників тренерського штабу клубу «Ювентус», до складу якого приєднався 1985 року. Відіграв за «стару синьйору» наступні чотири сезони своєї ігрової кар'єри. Більшість часу, проведеного у складі «Ювентуса», був основним гравцем команди. За цей час виборов титул чемпіона Італії, став володарем Міжконтинентального кубка.
1989 року перейшов до клубу «Наполі», за який також відіграв 4 сезони. За цей час додав до переліку своїх трофеїв ще один титул чемпіона Італії, а також титул володаря Суперкубка Італії. Завершив професійну кар'єру футболіста виступами за команду «Наполі» у 1993 році.

## Виступи за збірну
Протягом 1980—1984 років залучався до складу молодіжної збірної Італії. На молодіжному рівні зіграв у 17 офіційних матчах, забив 1 гол.
Включався до складу олімпійської збірної Італії на Літніх Олімпійських іграх 1988 року, втім за цю команду жодного разу на поле не виходив.

## Титули і досягнення
- Чемпіон Італії (2):

«Ювентус»: 1985–86
«Наполі»: 1989–90
- Володар Суперкубка Італії з футболу (1):

«Наполі»: 1990
- Володар Міжконтинентального кубка (1):

«Ювентус»: 1985